# Powrót do domu (film 1978)
Powrót do domu (ang. Coming Home) – amerykański dramat filmowy z 1978 roku w reżyserii Hala Ashby’ego.

## Fabuła
Sally jest samotną żoną kapitana amerykańskiej marynarki wojennej, przebywającego obecnie w Wietnamie. Z nadmiaru wolnego czasu kobieta zostaje wolontariuszką w miejscowym szpitalu dla weteranów, gdzie spotyka swojego dawnego kolegę ze szkoły, Luke'a, który po powrocie z Wietnamu porusza się na wózku inwalidzkim. Wkrótce rozwija się między nimi uczucie. Niedługo później z wojennego frontu wraca mąż Sally, Bob.

## Obsada
- Jane Fonda – Sally Hyde
- Jon Voight – Luke Martin
- Bruce Dern – kapitan Bob Hyde
- Penelope Milford – Vi Munson
- Robert Carradine – Bill Munson
- Robert Ginty – sierżant Dink Mobley

## Produkcja
Zdjęcia kręcono w Kalifornii (m.in. szpital w Downey) oraz w Hongkongu.